# Бохинь (община)
Община Бо́хинь (словен. Občina Bohinj) — одна з общин у північно-західній Словенії. Адміністративним центром є місто Бохинська Бистриця.

## Характеристика
Більшість сіл у цій общині розташована в долині Бохинь, трохи понад 20 км у довжину і широкий не більше 5 км. Це район горбистих околиць однієї з найвологіших частин Словенії. На території общини протікає річка Сава-Бохинька і знаходиться Бохинське озеро.

## Населення
У 2010 році в общині проживало 5260 осіб, 2598 чоловіків і 2662 жінок. Чисельність економічно активного населення (за місцем проживання), 2146 осіб. Середня щомісячна чиста заробітна плата одного працівника — 758,08 євро (у середньому по Словенії 966,62). Приблизно кожен другий житель у громаді має автомобіль (50 автомобілів на 100 жителів). Середній вік жителів становив 43,3 року (в середньому по Словенії 41,6).